# Tygodnik Powszechny
Tygodnik Powszechny (tɨˈɡɔdɲik pɔˈfʂɛxnɨ
, The Catholic Weekly) é uma revista semanal católica romana polonesa, publicada na Cracóvia, que se concentra em questões sociais e culturais. Foi estabelecida em 1945 sob os auspícios do Cardeal Adam Stefan Sapieha. Jerzy Turowicz foi seu editor-chefe até sua morte em 1999. Ele foi sucedido por Adam Boniecki, um padre.
Sua publicação foi suspensa em 1953 depois que se recusou a imprimir o obituário de Joseph Stalin; novos editores representando uma associação pró-governo assumiram o controle até 1956. Após o outubro polonês, os ex-editores foram autorizados a retomar o controle.